# عصر الستني
عصر الستني (باللاتينية: Stenian)، (بالإغريقية : stenós = στενός = "الضيق")، وهو ثالث عصور حقبة الطلائع الوسطى، امتد من 1200 إلى 1000 مليون سنة مضت، لمدة 200 مليون سنة تقريبا. تم تعريف هذا العصر زمنياً ولا يُشار إليه بمستوى معين لطبقة صخرية على الأرض.

## أحداث
في هذا العصر تشكلت قارة رودينيا العملاقة واستمرت حتى عصر التوني التالي. وفي هذا العصر أيضا تشكل صدع منتصف القاري (كيويناوان) في أمريكا الشمالية قبل حوالي 1,100 مليون سنة.